# بول كولسمان
بول كولسمان (بالألمانية: Paul Kollsman) (ولد في 22 فبراير 1900 في ألمانيا   - توفي في 26 سبتمبر 1982 في بيفرلي هيلز ، كاليفورنيا ) هو مخترع ألماني -أمريكي. قام باختراع أول بارومتر حساس.  